# Heterischnus
Heterischnus is een geslacht van insecten uit de orde vliesvleugeligen (Hymenoptera) en de familie Ichneumonidae.

## Soorten
- H. africanus (Heinrich, 1936)
- H. anomalus (Wesmael, 1857)
- H. bicolorator (Aubert, 1965)
- H. coloradensis (Cushman, 1920)
- H. coxator (Thomson, 1891)
- H. debilis (Gravenhorst, 1829)
- H. excavatus (Constantineanu, 1959)
- H. filiformis (Gravenhorst, 1829)
- H. gallicator (Aubert, 1960)
- H. huardi (Provancher, 1875)
- H. ipse (Uchida, 1956)
- H. japonicus (Ashmead, 1906)
- H. krausi Schonitzer, 1999
- H. moravicus (Gregor, 1939)
- H. nigricollis (Wesmael, 1845)
- H. nigrinus (Giraud, 1872)
- H. novellae Selfa & Diller, 1997
- H. olsoufieffi (Heinrich, 1936)
- H. pictipes (Kriechbaumer, 1894)
- H. pulchellus (Thomson, 1891)
- H. pulex (Muller, 1776)
- H. ridibundus (Costa, 1885)
- H. rufithorax (Berthoumieu, 1903)
- H. rufobrunneus (Berthoumieu, 1898)
- H. schachti Diller, 1995
- H. shikotanensis (Uchida, 1936)
- H. solitarius (Habermehl, 1917)
- H. tereshkini Diller, 1995
- H. truncator (Fabricius, 1798)